# Брызгин, Виктор Аркадьевич
Ви́ктор Арка́дьевич Бры́згин (род. 22 августа 1962, Ворошиловград) — советский легкоатлет, специализировался в спринте. Олимпийский чемпион в эстафете 4×100 м. Выступал за «Динамо» (Ворошиловград). Жена — трёхкратная олимпийская чемпионка Ольга Брызгина.
Дочь Виктора и Ольги Брызгиных — Елизавета Брызгина — член сборной Украины по лёгкой атлетике, чемпионка Европы 2010 года, бронзовый призёр Олимпийских игр 2012 года в Лондоне в эстафете 4×100 м. Также тренируется у Владимира Федорца.
Заслуженный мастер спорта СССР (1988).

## Достижения
- Чемпион Олимпийских игр 1988 года в эстафете 4 × 100 м[англ.] (38,19)[3]
- Чемпион Европы 1986 в эстафете 4 × 100 м[англ.][4]
- Серебряный призёр чемпионата мира 1987 в эстафете 4 × 100 м[англ.][5]
- Бронзовый призёр чемпионата мира 1983 в эстафете 4 × 100 м[англ.][6]